# Persone di nome Marco/Calciatori
| Questa pagina contiene informazioni ricavate automaticamente dalle voci biografiche con l'ausilio del template Bio e di un bot. L'aggiornamento è periodico e automatico e ricostruisce completamente la pagina. Se manca una persona in questa lista, sei pregato di non aggiungerla, ma accertati piuttosto che la sua voce biografica contenga il template Bio e che i dati anagrafici siano correttamente compilati. Se il template Bio manca, inseriscilo tu stesso o, in alternativa, metti l'avviso {{tmp\|Bio}} che ne segnala la mancanza. Se i dati riportati sono sbagliati, correggi direttamente la voce biografica; le modifiche saranno visibili in questa lista entro pochi giorni. Per chiarimenti vedi il progetto antroponimi. La lista contiene solo le 245 persone che sono citate nell'enciclopedia e per le quali è stato implementato correttamente il template Bio. Pagina aggiornata al 6 ago 2025. |

Questa è una lista di persone presenti nell'enciclopedia che hanno il nome Marco e sono calciatori.

## A(9)
- Marco Abreu, ex calciatore angolano (Lubango, n. 1974)
- Marco Achilli, calciatore italiano (Milano, n. 1948 - Milano, † 2009)
- Marco Airosa, ex calciatore angolano (Luanda, n. 1984)
- Marco Ambrogioni, ex calciatore italiano (Foligno, n. 1974)
- Marco Andreolli, ex calciatore italiano (Ponte dell'Olio, n. 1986)
- Marco Angulo, calciatore ecuadoriano (Esmeraldas, n. 2002 - Quito, † 2024)
- Marco Aratore, ex calciatore svizzero (Basilea, n. 1991)
- Marco Armellino, calciatore italiano (Vico Equense, n. 1989)
- Marco Asensio, calciatore spagnolo (Palma di Maiorca, n. 1996)

## B(25)
- Marco Babini, ex calciatore italiano (Forlì, n. 1966)
- Marco Ballini, calciatore italiano (Bologna, n. 1998)
- Marco Barbot, calciatore italiano (Aviano, n. 1920)
- Marco Barlatay, calciatore argentino (Baradero, n. 1974 - † 2025)
- Marco Barollo, ex calciatore italiano (Milano, n. 1972)
- Marco Barrero, ex calciatore boliviano (Santa Cruz de la Sierra, n. 1962)
- Marco Bautista, ex calciatore cileno (Tomé, n. 1978)
- Marco Benassi, ex calciatore italiano (Modena, n. 1994)
- Marco Berardi, ex calciatore sammarinese (n. 1993)
- Marco Bernardi, calciatore sammarinese (Città di San Marino, n. 1994)
- Marco Bizot, calciatore olandese (Hoorn, n. 1991)
- Marco Bode, ex calciatore tedesco (Osterode am Harz, n. 1969)
- Marco Boogers, ex calciatore olandese (Dordrecht, n. 1967)
- Marco Boras, calciatore croato (Francoforte sul Meno, n. 2001)
- Marco Borghetto, ex calciatore italiano (Treviso, n. 1970)
- Marco Antonio Boronat, ex calciatore e allenatore di calcio spagnolo (San Sebastián, n. 1947)
- Marco Borrini, calciatore italiano (Cameri, n. 1919 - Novara, † 1974)
- Marco Brandolin, calciatore italiano (Cormons, n. 1922 - Desio, † 2018)
- Marco Brescianini, calciatore italiano (Calcinate, n. 2000)
- Marco Bruzzano, ex calciatore italiano (Portoferraio, n. 1968)
- Marco Bueno, ex calciatore messicano (Culiacán, n. 1994)
- Marco Burch, calciatore svizzero (Sarnen, n. 2000)
- Marco Bustos, calciatore canadese (Winnipeg, n. 1996)
- Marco Büchel, ex calciatore liechtensteinese (n. 1979)
- Marco Bürki, calciatore svizzero (Berna, n. 1993)

## C(26)
- Marco Baixinho, calciatore portoghese (Arruda dos Vinhos, n. 1989)
- Marco Cacciatori, calciatore italiano (Carrara, n. 1956 - Massa, † 2024)
- Marco Calderoni, calciatore italiano (Latisana, n. 1989)
- Marco Caligiuri, ex calciatore tedesco (Villingen-Schwenningen, n. 1984)
- Marco Calonaci, ex calciatore italiano (Firenze, n. 1960)
- Marco Campagnaro, calciatore argentino (Rosario, n. 2003)
- Marco Candrina, ex calciatore italiano (Pavia, n. 1982)
- Marco Capparella, ex calciatore italiano (Roma, n. 1975)
- Marco Capuano, calciatore italiano (Pescara, n. 1991)
- Marco Carnesecchi, calciatore italiano (Rimini, n. 2000)
- Marco Carparelli, calciatore italiano (Finale Ligure, n. 1976)
- Marco Carraro, calciatore italiano (Dolo, n. 1998)
- Marco Casadei, calciatore sammarinese (San Marino, n. 1985)
- Marco Casambre, calciatore filippino (Quezon City, n. 1998)
- Marco Cassetti, ex calciatore italiano (Brescia, n. 1977)
- Marco Chiosa, calciatore italiano (Cirié, n. 1993)
- Marco Ciardiello, ex calciatore italiano (Salerno, n. 1971)
- Marco Claúdio, ex calciatore portoghese (Lisbona, n. 1979)
- Marcos Coll, calciatore e allenatore di calcio colombiano (Barranquilla, n. 1935 - Barranquilla, † 2017)
- Marco Constante, ex calciatore ecuadoriano (Saquisilí, n. 1967)
- Marco Cornez, calciatore cileno (Santiago del Cile, n. 1958 - Santiago del Cile, † 2022)
- Marco Cosenza, ex calciatore italiano (Giulianova, n. 1958)
- Marco Crimi, calciatore italiano (Messina, n. 1990)
- Marco Curto, calciatore italiano (Napoli, n. 1999)
- Marco Ferreira, ex calciatore portoghese (Vimioso, n. 1978)
- Marco Aurélio Cunha dos Santos, ex calciatore brasiliano (Rio de Janeiro, n. 1967)

## D(19)
- Marco D'Alessandro, calciatore italiano (Roma, n. 1991)
- Marco De Luigi, ex calciatore sammarinese (n. 1978)
- Marco Tulio, calciatore brasiliano (Belo Horizonte, n. 1998)
- Marco De Vito, calciatore italiano (Soverato, n. 1991)
- Marco Delgado, calciatore statunitense (Glendora, n. 1995)
- Marco Delvecchio, ex calciatore italiano (Milano, n. 1973)
- Marco Di Cesare, calciatore argentino (Mendoza, n. 2002)
- Marco Di Costanzo, ex calciatore italiano (Napoli, n. 1973)
- Marco Di Marco, ex calciatore italiano
- Marco Djuričin, calciatore austriaco (Vienna, n. 1992)
- Marco Domeniconi, calciatore sammarinese (San Marino, n. 1984)
- Marco Domínguez, calciatore canadese (Montréal, n. 1996)
- Marco Dulca, calciatore rumeno (Cluj-Napoca, n. 1999)
- Marco Antônio de Mattos Filho, ex calciatore brasiliano (Passo Fundo, n. 1986)
- Marco Antônio da Silva, ex calciatore brasiliano (Belo Horizonte, n. 1966)
- Marco Matias, calciatore portoghese (Barreiro, n. 1989)
- Marco Soares, ex calciatore portoghese (Setúbal, n. 1984)
- Marco da Silva, calciatore francese (Compiègne, n. 1992)
- Macula, ex calciatore brasiliano (Rio de Janeiro, n. 1968)

## E(6)
- Marco Ehmann, calciatore tedesco (Spaichingen, n. 2000)
- Marco Ender, ex calciatore liechtensteinese (n. 1979)
- Marco Engelhardt, ex calciatore tedesco (Bad Langensalza, n. 1980)
- Marco Esposito, ex calciatore italiano (Massafra, n. 1980)
- Marco Estrada, ex calciatore cileno (Viña del Mar, n. 1983)
- Marco Etcheverry, ex calciatore e allenatore di calcio boliviano (Santa Cruz de la Sierra, n. 1970)

## F(12)
- Marco Fabián, calciatore messicano (Guadalajara, n. 1989)
- Davide Faraoni, calciatore italiano (Bracciano, n. 1991)
- Marco Farfan, calciatore statunitense (Portland, n. 1998)
- Marco Antonio Almeida Ferreira, ex calciatore brasiliano (n. 1965)
- Marco Festa, calciatore italiano (Montichiari, n. 1992)
- Marco Firenze, calciatore italiano (Genova, n. 1993)
- Marco Firpo, calciatore italiano
- Marco Flores, ex calciatore argentino (Reconquista, n. 1985)
- Marco Fortin, ex calciatore italiano (Noale, n. 1974)
- Marco Fossati, calciatore italiano (Monza, n. 1992)
- Marco Friedl, calciatore austriaco (Kirchbichl, n. 1998)
- Marco Antônio, ex calciatore brasiliano (Santos, n. 1951)

## G(8)
- Marco Gabbiadini, ex calciatore inglese (Nottingham, n. 1968)
- Marco Garcés, ex calciatore messicano (Città del Messico, n. 1972)
- Marco García, calciatore messicano (Città del Messico, n. 2000)
- Marco Gori, ex calciatore italiano (Firenze, n. 1979)
- Marco Gori, ex calciatore italiano (Impruneta, n. 1965)
- Marco Gorzegno, calciatore italiano (Cuneo, n. 1981)
- Marco Grassi, ex calciatore svizzero (Chiasso, n. 1968)
- Marco Grüll, calciatore austriaco (Schwarzach im Pongau, n. 1998)

## H(5)
- Marco Haber, ex calciatore tedesco (Grünstadt, n. 1971)
- Marco Ramkilde, calciatore danese (Aalborg, n. 1998)
- Marco Hartmann, ex calciatore tedesco (Leinefelde-Worbis, n. 1988)
- Marco Hausjell, calciatore austriaco (n. 1999)
- Marco Höger, calciatore tedesco (Colonia, n. 1989)

## I(4)
- Marco Iacobellis, calciatore argentino (Buenos Aires, n. 1999)
- Marco Ilaimaharitra, calciatore malgascio (Mulhouse, n. 1995)
- Marco Imperiale, calciatore italiano (Partinico, n. 1999)
- Marco Ingrao, ex calciatore italiano (Agrigento, n. 1982)

## J(1)
- Marco John, calciatore tedesco (Bad Friedrichshall, n. 2002)

## K(7)
- Marco Kadlec, calciatore austriaco (n. 2000)
- Marco Kana, calciatore congolese (Repubblica Democratica del Congo) (Kinshasa, n. 2002)
- Marco Knaller, calciatore austriaco (Villaco, n. 1987)
- Marco Kofler, ex calciatore austriaco (Innsbruck, n. 1989)
- Marco Komenda, calciatore tedesco (Darmstadt, n. 1996)
- Marco Krainz, calciatore austriaco (n. 1997)
- Marco Köfler, calciatore austriaco (n. 1990)

## L(6)
- Catê, calciatore brasiliano (Cruz Alta, n. 1973 - Ipê, † 2011)
- Marco Larsen, ex calciatore danese (Ringsted, n. 1993)
- Marco Paixão, calciatore portoghese (Sesimbra, n. 1984)
- Marco Lorini, calciatore italiano (Sesto San Giovanni, n. 1912 - Savigliano, † 2005)
- Marco Lukka, calciatore estone (Pärnu, n. 1996)
- Marco Lund, calciatore danese (Ansager, n. 1996)

## M(27)
- Marco Macina, ex calciatore sammarinese (Città di San Marino, n. 1964)
- Marco Madrigal, calciatore costaricano (San José, n. 1985)
- Marco Majouga, calciatore francese (Tolosa, n. 2001)
- Marco Malagò, ex calciatore italiano (Venezia, n. 1978)
- Marco Mancebo, calciatore uruguaiano (Mercedes, n. 2001)
- Marco Aurelio Silva Businhani, ex calciatore brasiliano (n. 1972)
- Marco Mariuzza, calciatore italiano (Campoformido, n. 1928 - Catanzaro, † 1955)
- Marco Marocchi, ex calciatore italiano (Romanore, n. 1961)
- Marquinho, calciatore brasiliano (São José do Rio Pardo, n. 2002)
- Marco Ribeiro, calciatore portoghese (Porto, n. 2005)
- Marco Marxer, calciatore liechtensteinese (Vaduz, n. 1999)
- Marco Mathys, calciatore svizzero (Derendingen, n. 1987)
- Marco Matrone, ex calciatore finlandese (Scafati, n. 1987)
- Marco Mazza, ex calciatore sammarinese (San Marino, n. 1963)
- Marco Mazzoli, ex calciatore italiano (Pesaro, n. 1967)
- Marco McDonald, ex calciatore giamaicano (n. 1977)
- Marco Medel, calciatore cileno (Santiago del Cile, n. 1989)
- Marco Meilinger, calciatore austriaco (Salisburgo, n. 1991)
- Marco Meyerhöfer, calciatore tedesco (Bad Homburg vor der Höhe, n. 1995)
- Marco Migliorini, ex calciatore italiano (Peschiera del Garda, n. 1992)
- Marco Modolo, ex calciatore italiano (San Donà di Piave, n. 1989)
- Marco Monti, ex calciatore italiano (Monza, n. 1967)
- Marco Montironi, ex calciatore sammarinese (n. 1959)
- Marco Monza, ex calciatore italiano (Lecco, n. 1965)
- Marco Moreno, calciatore spagnolo (Las Palmas de Gran Canaria, n. 2001)
- Marco Moscati, calciatore italiano (Livorno, n. 1992)
- Marco Mularoni, ex calciatore sammarinese (Roma, n. 1964)

## N(5)
- Marco Navas, ex calciatore spagnolo (Los Palacios y Villafranca, n. 1982)
- Marco Nasti, calciatore italiano (Pavia, n. 2003)
- Marco Né, ex calciatore ivoriano (Abidjan, n. 1983)
- Marco Negri, ex calciatore italiano (Milano, n. 1970)
- Marco Nigg, ex calciatore liechtensteinese (n. 1982)

## O(2)
- Marco Olivieri, calciatore italiano (Fermo, n. 1999)
- Marco Ospitalieri, calciatore belga (Maasmechelen, n. 1992)

## P(20)
- Marco Almeida, ex calciatore portoghese (Barreiro, n. 1977)
- Marco Antonio Palacios, ex calciatore messicano (Città del Messico, n. 1981)
- Marco Palestra, calciatore italiano (Buccinasco, n. 2005)
- Marco Paoloni, ex calciatore italiano (Civitavecchia, n. 1984)
- Marco Pappa, ex calciatore guatemalteco (Città del Guatemala, n. 1987)
- Marco Parolo, ex calciatore italiano (Gallarate, n. 1985)
- Marco Pascolo, ex calciatore svizzero (Sion, n. 1966)
- Marco Pašalić, calciatore croato (Karlsruhe, n. 2000)
- Marco Pellegrino, calciatore argentino (Buenos Aires, n. 2002)
- Marco Pérez Murillo, calciatore colombiano (Quibdó, n. 1990)
- Marco Perrotta, calciatore italiano (Campobasso, n. 1994)
- Marco Piga, calciatore italiano (Palau, n. 1956 - La Maddalena, † 2024)
- Marco Pilato, ex calciatore italiano (Bologna, n. 1973)
- Marco Pinato, calciatore italiano (Monza, n. 1995)
- Marco Pisano, ex calciatore italiano (Roma, n. 1981)
- Marco Plaza, calciatore cileno (Casablanca, n. 1982)
- Sebastián Pol, calciatore argentino (Tunuyán, n. 1988)
- Marco Pompetti, calciatore italiano (Pescara, n. 2000)
- Marco Pullo, ex calciatore italiano (Ripi, n. 1968)
- Marco Iván Pérez, ex calciatore messicano (Città del Messico, n. 1987)

## R(20)
- Marco Aurélio Ribeiro Barbieri, ex calciatore brasiliano (San Paolo, n. 1983)
- Marco Ramos, ex calciatore portoghese (Levallois-Perret, n. 1983)
- Marco Reda, ex calciatore canadese (North York, n. 1977)
- Marco Reich, ex calciatore tedesco (Meisenheim, n. 1977)
- Marco Rente, calciatore tedesco (Siegen, n. 1997)
- Marco Reus, calciatore tedesco (Dortmund, n. 1989)
- Marco Richter, calciatore tedesco (Friedberg, n. 1997)
- Marco Ritzberger, ex calciatore liechtensteinese (Vaduz, n. 1986)
- Marco André Rocha Pereira, calciatore portoghese (Castelo de Paiva, n. 1987)
- Aldair Rodríguez, calciatore peruviano (Lima, n. 1994)
- Marco Rojas, calciatore neozelandese (Hamilton, n. 1991)
- Marco Romano, calciatore italiano (Como, n. 1910 - Como, † 1952)
- Marco Romiti, ex calciatore italiano (Pollenza, n. 1961)
- Marco Romizi, calciatore italiano (Arezzo, n. 1990)
- Marco Antonio Rosa Furtado Júnior, calciatore brasiliano (Belém, n. 1997)
- Marco Rosa Blanco, calciatore spagnolo (Siviglia, n. 1995)
- Marco Rosafio, calciatore italiano (Coira, n. 1994)
- Marco Rossi, calciatore italiano (Parma, n. 1987)
- Marco Ruben, ex calciatore argentino (Capitán Bermúdez, n. 1986)
- Marco Russ, ex calciatore tedesco (Hanau, n. 1985)

## S(19)
- Marco Caneira, ex calciatore portoghese (Sintra, n. 1979)
- Marco Sahanek, calciatore austriaco (Vienna, n. 1990)
- Marco Sala, calciatore italiano (Cornate d'Adda, n. 1886 - Milano, † 1969)
- Marco Sala, calciatore italiano (Rho, n. 1999)
- Marco Saltarelli, calciatore italiano (Albano Laziale, n. 1962 - Pomezia, † 2004)
- Marco Salvatore, ex calciatore austriaco (Schwarzach, n. 1986)
- Marco Sangalli, calciatore spagnolo (San Sebastián, n. 1992)
- Marco Saravia, calciatore peruviano (Lima, n. 1999)
- Marco Sau, calciatore italiano (Sorgono, n. 1987)
- Marco Saviane, calciatore italiano (Genova, n. 1890)
- Marco Savioni, ex calciatore italiano (Milano, n. 1931)
- Marco Schneuwly, ex calciatore svizzero (Wünnewil-Flamatt, n. 1985)
- Marco Schuster, calciatore tedesco (Rögling, n. 1995)
- Marco Schönbächler, calciatore svizzero (Urdorf, n. 1990)
- Marco Serra, ex calciatore italiano (San Donato di Lecce, n. 1962)
- Marco Silvestri, calciatore italiano (Castelnovo ne' Monti, n. 1991)
- Marco Sinigaglia, ex calciatore italiano (Bollate, n. 1968)
- Marco Sportiello, calciatore italiano (Desio, n. 1992)
- Marco Stiepermann, calciatore tedesco (Dortmund, n. 1991)

## T(10)
- Marco Tagbajumi, calciatore nigeriano (Port Harcourt, n. 1988)
- Marco Tardelli, ex calciatore e allenatore di calcio italiano (Careggine, n. 1954)
- Marco Tartari, ex calciatore italiano (Aguscello, n. 1943)
- Marco Terrazzino, calciatore tedesco (Mannheim, n. 1991)
- Marco Thaler, calciatore svizzero (n. 1994)
- Marco Thiede, calciatore tedesco (Augusta, n. 1992)
- Marco Tilio, calciatore australiano (Hurstville, n. 2001)
- Marco Tol, calciatore olandese (Volendam, n. 1998)
- Marco Torsiglieri, ex calciatore argentino (Castelar, n. 1988)
- Marco Tumminello, calciatore italiano (Erice, n. 1998)

## V(5)
- Attilio Valobra, calciatore italiano (Torino, n. 1892 - Torino, † 1953)
- Marco Varnier, calciatore italiano (Padova, n. 1998)
- Marco Verratti, calciatore italiano (Pescara, n. 1992)
- Marco Villa, ex calciatore tedesco (Düsseldorf, n. 1978)
- Marco Villaseca, ex calciatore cileno (Santiago del Cile, n. 1975)

## W(4)
- Marco Warren, calciatore bermudiano (n. 1993 - Bermuda, † 2023)
- Marco Weymans, calciatore belga (n. 1997)
- Marco Wolfinger, ex calciatore liechtensteinese (Vaduz, n. 1989)
- Marco Wölfli, ex calciatore svizzero (Grenchen, n. 1982)

## Z(5)
- Marco Zamboni, calciatore italiano (Verona, n. 1977)
- Marco Zaninelli, ex calciatore italiano (Tione di Trento, n. 1977)
- Marco Zanotto, calciatore italiano (Vicenza, n. 1902)
- Marco Zoro, ex calciatore ivoriano (Abidjan, n. 1983)
- Marco Zwyssig, ex calciatore svizzero (San Gallo, n. 1971)